# Morpho cypris
Morpho cypris é uma borboleta neotropical da família Nymphalidae, subfamília Satyrinae e tribo Morphini, descrita em 1851 e nativa da Nicarágua, Costa Rica, Panamá, Colômbia, Trinidad e Tobago e Equador. Visto por cima, o padrão básico da espécie (macho) apresenta asas de coloração azul iridescente com as pontas das asas anteriores de coloração enegrecida e marcações características em branco. Vista por baixo, apresenta asas de coloração castanho clara, com contornos dos desenhos em branco da superfície superior visíveis e um número de oito a nove ocelos em cada par (anterior e posterior) de asas. O dimorfismo sexual é acentuado, com as fêmeas de dimensões maiores, menos frequentes e com asas de coloração amarelada a azul (forma cyanites), com desenhos característicos. Lagartas de M. cypris foram encontradas em plantas de Ingá (Inga marginata).

## Hábitos
Adrian Hoskins cita que a maioria das espécies de Morpho passa as manhãs patrulhando trilhas ao longo dos cursos de córregos e rios. Nas tardes quentes e ensolaradas, às vezes, podem ser encontradas absorvendo a umidade da areia, visitando seiva a correr de troncos ou alimentando-se de frutos em fermentação.

## Subespécies
M. cypris possui quatro subespécies:
- Morpho cypris cypris - Descrita por Westwood em 1851, de exemplar proveniente do Brasil.
- Morpho cypris bugaba - Descrita por Staudinger em 1887, de exemplar proveniente do Brasil.
- Morpho cypris chrysonicus - Descrita por Fruhstorfer em 1913, de exemplar proveniente do Brasil.
- Morpho cypris aphrodite - Descrita por Le Moult & Réal em 1962, de exemplar proveniente do Brasil.